# 中華民國國軍中的中共間諜列表
潛伏於中華民國國軍中的中共間諜列表收錄根據公開資料來源，曾潛伏於中華民國國軍、被中國共產黨聲稱或承認，或者遭中華民國政府調查審判，為中華人民共和國和中國人民解放軍進行間諜行為的人物。以下列表以現今可查知時間為準，正確的間諜活動或洩漏機密時間可能早於或晚於以下所歸類的年份。
自1950年代以後，由於中華民國（臺灣地區）與中華人民共和國（中國大陸）彼此之間的敵對關係，雙方派出間諜互相刺探。據中華民國國安單位曾估計，中共在台約有5,000名間諜，外界對此估計數字亦有爭論；而常見的間諜手法有：抓把柄、美色利誘、滲透親友、網路交友吸收境外人士、網路竊取收集情報、軍事或建築工程承包商藉施工刺探軍機、在第三地與成功吸收或策反的對象會面並交付任務等。臺北地方法院檢察署在2018年偵查獲得的「星火T計畫」等檔案亦引發外界議論。臺灣的專業人士於2023年受訪分析，涉入此類案件的現、退役軍官，通常已擁有相當經濟收入，之所以涉入其中，具不同因素。由於許多軍官服役時握有相當權力，在退伍後，未必能在民間順利發展事業，加上對國軍積累的不滿，便可能遭中華人民共和國藉此不平衡的心理，透過不限於金錢贈與的多元方式提供退役軍人「被需要」的尊榮或成就感，進而突破其心防，使其對中共產生認同感，進一步協助吸收引薦自身同袍或企圖刺探機密。對現役軍官而言，常礙於來自過往長官的人情壓力，加上前長官可能對後輩藉由以往提拔晉任的情分施壓，使身為後輩的現役軍官難以拒絕前上司的要求，易不慎誤觸紅線。對於間諜案件的法律規範、偵辦、審判，以及此類案件對於外國對台灣提供軍事援助意願造成的影響，在中華民國內部引發討論，監察院並於2023年申請調查台灣內部的情報及反情報制度運作情形。

## 1937年-1945年
- 1937年
  - 刘仲华：時任第五战区司令（李宗仁）部参议。後曾任北京市园林局局长、文革中被迫害致死。[15][16]

- 1938年
  - 赵荣声：時任卫立煌少校秘书。後曾任《工人日报》文化生活组组长。[17]

- 1939年
  - 阎又文：曾任傅作义秘书、华北剿匪总司令部政工处副处长，宣布北平和平协议。後曾任农业部粮油生产局局长。[18]

- 1942年
  - 谢和赓：曾任白崇禧机要秘书。曾於1974年獲知妻子被文革時迫害致死消息而精神失常，後在周恩來營救下出獄。[19]
  - 葛佩琦：時任東北保安長官司令部政治部少將督察。後曾任通县师范、中国人民大学教授。[20][21]

- 1945年
  - 牛化東：時任新编第十一旅副团长，率新编第十一旅于陕西安边起义加入解放军，後任陕甘宁晋绥联防军新编第十一旅副旅长、三边军分区副司令员兼新编第十一旅副旅长、宁夏军区参谋长、银川军分区司令员、宁夏军区副司令员。1964年授少将军衔。[22]

## 1946年-1950年
- 1946年
  - 何遂：中華民國軍事將領。協助中共壯大，並以自己國軍將領身分掩護自己的中共黨員子女和兒媳從事地下黨間諜工作。

- 1947年
  - 吳仲禧：國防部中將，取得「淮海戰場形勢圖」，將情報交給中共。
  - 吳石：時任第十六集團軍中將副總司令，中華民國國防部參謀本部參謀次長，随中華民國政府到达到達台灣後，利用職務之便，为中国共产党情报人員朱楓传递情报。3月1日，被中華民國軍事法庭判處極刑；1950年6月10日下午四時被槍決。1965年，中共宣布其為「革命烈士」。[23][1]。
  - 王啟明：時任整编第32师参谋长，率部投共。後任晋冀鲁豫野战军第四纵队参谋长、第二野战军第四兵团第十四军副军长、云南军区副参谋长、昆明军区副参谋长、云南军区副司令员、云南省副省长、云南省政協副主席。1955年授少将军衔。[24]

- 1948年
  - 韓練成：時任海南島防衛司令，四十六軍軍長。早年与刘志丹、刘伯坚接触，成為共產主義支持者，潛伏進入国民党内部。解放战争期间，提供軍事情報使中國共產黨解放军於莱芜战役殲滅李仙洲部队6万余人，后于1950年正式加入中国共产党；1955年依韓練成意願授中将军衔。（按照国军起义将领待遇，原为军长的韩应被授予上将军衔，但韩练成認為應按自己的入党时间和党内职务判定，授勳中將）[25]
  - 何基灃：徐蚌會戰時任第33集團軍副司令，12月8日率第59軍全部、77軍大部在賈汪、台兒庄地區倒戈，使黃百韜兵團被圍殲。何基沣于1939年1月被中共豫鄂边区特委批准为特别党员[26][27]。
  - 張克俠：徐蚌會戰時任第3綏靖區副司令，12月8日率第59軍全部、77軍大部在賈汪、台兒庄地區倒戈，使黃百韜兵團被圍殲。张克侠于1929年7月在上海经张存实和李翔梧介绍成为中共特别党员，由周恩来直接领导[28]。
  - 王黎夫：徐蚌會戰期间，利用赴徐蚌前线视察的机会，汇总徐州剿总的粮草、被服存储和补给情况，並推算其中的军力状况，将情报交给中共。[29]

- 1949年	
  - 段伯宇：時任蔣中正侍从室少将高参，策划伞兵第三团劉農投共，後曾任自然科学史研究室和中国科学院自然科学史研究所负责人、第六届全国政协委员。[30]
  - 陳忠經：時任胡宗南部屬，使胡宗南屢戰屢敗、中共情報“後三傑”，後曾任對外文化聯絡局代局長，對外文委副主任、秘書長，現代國際關係研究所所長、中國藝術代表團團長、中共中央調查部副部長。1960年曾經率領中國藝術代表團訪問拉丁美洲多國。[31]
  - 申健（申振民）：時任胡宗南部屬，使胡宗南屢戰屢敗、中共情報“後三傑”。後曾任中國拉丁美洲友好協會副會長、第一任駐古巴大使。[32]
  - 廖運周：時任110师师长，5月4日，率110师投共、使黄维突围计划失败。後曾任中国人民解放军第四兵团第十四军第四十二师师长、高级炮兵学校校长和党委书记。1955年授少将军衔。[33]
  - 劉斐：時任軍令部第一廳廳長、战略顾问委员会委员、军事委员会委员、国民党候补中央执委。將軍事計劃傳給中共，後在香港联名通电脱离国民党。[34][35]
  - 熊向暉：時任胡宗南機要秘書，將胡宗南軍事命令傳給中共，使胡宗南屢敗。中共情報“後三傑”。1973年末，曾任中共中央調查部副部長，1978年後，曾任中共中央統戰部副部長。[36]
  - 郭汝瑰：時任國防部作戰廳廳長、72軍軍長，將孟良崮戰役軍事計劃傳給中共，使74師遭全殲，制定徐蚌會戰作战方案，率72軍在宜賓投共。[37]
  - 楊在時：遼寧彩濱人，空軍第257供應中隊准尉三級附員，多次竊取空軍情報予共軍被判處死刑，槍決于廣州市流江橋北[38]。
  - 沈彝懋：崑崙軍艦中校艦長，1949年航行至吳淞口外楊子江南口起義失敗，1949年11月16日槍決於高雄左營軍港桃子園刑場。
  - 沈勳：海軍上士學校荐二等官，於崑崙軍艦上服務時，慫恿其父起義失敗，1949年11月16日槍決於高雄左營軍港桃子園刑場。
  - 鄒曙：中央幹部學校政工班畢業，青年軍205師政治部訓導員，第31軍政工處科員，中共中央社會部台灣地下工作組織成員，1950年10月1日槍決於馬場町。

- 1950年
  - 聶曦：陸軍上校，吳石副官,1950年6月10日下午四時被槍決，時年33歲。[39]
  - 陈宝仓：聯勤總部第四兵站中將總監，1950年6月10日下午四時被槍決，1952年被中共追認為革命烈士。[39]
  - 吳鶴予：少將，福建福州市人，日本士官學校第二十四期畢業，陸軍大學校第十六期第一名畢業；國防部第三廳副廳長，1950年8月12日，因「東南區匪我態勢圖」判刑入獄十年。
  - 王正均：國防部參謀長辦公室少校副官，吳石中將副官，一併遭處決。
  - 林志森：國防部第四廳第五組中校參謀，參與吳石案，一併遭處決。
  - 毛却非：美頌艦少校艦長，帶領美頌艦叛變遭制伏，後被判處死刑。
  - 張紀君：美頌艦中尉，參與叛變與艦長一併遭處決。
  - 溫懷禮：空軍第一大隊第九中隊少尉照相員，以接觸間諜洩露機密並涉及叛亂為罪名執行槍決。
  - 李皋，海軍舞鳳艇艇長，萬山戰役時投共叛國遭制伏，押解到高行左營海軍營區槍決。
  - 曾勝（曾南勝）：陸軍裝甲旅上士，復員後遭中共吸收進行情報蒐集與破壞遭破獲，以叛亂罪名執行槍決。
  - 張啟南：陸軍裝甲旅一等兵，復員後遭中共吸收進行情報蒐集與破壞遭破獲，以叛亂罪名執行槍決。
  - 羅元心：陸軍裝甲旅上等兵，復員後遭中共吸收進行情報蒐集與破壞遭破獲，以叛亂罪名執行槍決。
  - 周曉南：陸軍裝甲旅下士，復員後遭中共吸收進行情報蒐集與破壞遭破獲，以叛亂罪名執行槍決。
  - 王學韜：陸軍第三十六軍上校戰術教官，曾在汪精衛政府任職，戰後為中共蒐集情報，以叛亂罪名執行槍決。
  - 林善標：海軍果敢艦上士，萬山海戰中遭俘擄，以叛亂罪名執行槍決。
  - 唐興瑞：果敢艦上士，萬山海戰中遭俘擄，以叛亂罪名執行槍決。
  - 賈毓良：果敢艦少尉，萬山海戰中遭俘擄，以叛亂罪名執行槍決。
  - 成章：果敢艦軍士長，萬山海戰中遭俘擄，以叛亂罪名執行槍決。
  - 陳錦耀：原名陳維柔，陸軍12兵團學員，中共革命大學畢業後奉派潛入國軍陸軍第十二兵團軍政學校為學員藉以來台調查軍政情報，鼓動請願事敗被判處死刑槍決。
  - 劉全禮：東南軍政長官公署二科上尉，劉多荃之子，洪國式小組成員，潛伏刺探軍情，以叛亂罪名執行槍決。
  - 郭秉衡：保安司令部政工處中校辦理秘書，洪國式小組成員，以叛亂罪名執行槍決。
  - 胡玉麟：台灣空軍農業管理委員會東港分會第一組中校組長，中共東北局薛德文吸收之空軍人員，劉光典交通員協助傳遞機密，洪國式小組成員，以叛亂罪名執行槍決。
  - 魏源溱：空軍下士技工，參與臺中武裝工委案遭判處死刑。
  - 謝奇明：空軍第三廠中士技工，參與臺中武裝工委案遭判處死刑。
  - 楊志明：陸軍二一一師工兵連中士班長，銜命在部隊中發動兵運，以叛亂罪名執行槍決。
  - 張鑫森，陸軍55軍少校，被共軍俘虜後策反派遣至台灣，在部隊發展組織宣揚共產主義，以叛亂罪名執行槍決。
  - 貝萊：1946年底奉徐志清之命投入陸訓部隨隊來台發展組織，成立後期革命組織吸收成員，以叛亂罪名執行槍決。
  - 吳世安：廣東梅縣人，第六軍363師炮兵第一連新生兵，奉派混入國軍陸軍第七十五軍第五十師第一八四團擔任煽動士兵叛變工作，於解放福清時共同叛變失敗遭處決。
  - 郁裕：江蘇丹陽縣人，第六軍363師炮兵第二連新生兵，參加叛亂組織、煽惑軍人叛逃執行槍決。
  - 孟祥發：江蘇昆山縣人，第六軍363師炮兵第二連新生兵，共同參加叛亂組織、煽惑軍人叛逃執行槍決。
  - 戴龍：1949年任江陰要塞司令部辦公室主任協助起義，受中共華東軍區派遣入台策反，組織遭破獲後被判死刑槍決。
  - 王瀛成：第三野戰軍情報處人員，1950年上海解放後來台潛伏與戴龍連繫，組織遭破獲後被判死刑槍決。
  - 霍振江：河北清苑縣人，國防醫學院藥科卅五期學生，於北平加入共黨，隨校來台潛伏校內伺機活動，因國語日報葛仲卿案發，以叛亂罪名執行槍決。
  - 吳難易：四川內江縣人，空軍飛機修理總廠發動機翻修廠中士一及機械士，吸收李茂盛加入共黨，李於學校張貼反動標語而被捕，吳以叛亂罪名執行槍決。

## 1951年-1970年
- 1951年
  - 莊孟倫：國民政府軍事委員會調查統計局高雄站長，省工委書記蔡孝乾直接領導，蔡孝乾自新後莊孟倫被逮捕槍決。
  - 蘇藝林：國防部第三廳第一組中校參謀，陸續將其搜集之軍事文書圖表消息、基隆要塞兵力駐地圖、空軍總部購置防空器材預算表等傳遞給于非（朱芳春），判處死刑。
  - 徐會之：蔣介石四大政工幹將之一，由包惠僧介紹入黃埔軍校，1950年3月入台協助中共刺探情報，省工委書記蔡孝乾落網後，徐會之自首後遭判處死刑。
  - 宮樹桐：80師作戰處少校代組長，參與蘇藝林中共中央社會部潛台組織，交付機密，以叛亂罪名執行槍決。
  - 梁鍾濬：陸軍總部體育處上校副處長，參與蘇藝林中共中央社會部潛台組織，交付機密，以叛亂罪名執行槍決。
  - 段光洪：國防部第二廳技術研究室研究員，參與並洩漏軍情給中共中央社會部台灣工作站被判處死刑。

- 1954年
  - 侯文理：陸軍第203師警衛營中校營長，保密局江蘇人民反共突擊軍第三縱隊副司令，組織金華起義策反第203師，潛伏台灣於保密局竊取機密，1954年判處死刑。

- 1959年
  - 張洸：國防部副官局人事管理處中校人事參謀，1950年參與中共來台灣從事策反活動，香港偵得三野曾派遣陳誠親信劉雲瀚之妻舅入台從策反工作，1959年張洸及妻子被判處死刑槍決。

## 1971年-2000年
- 1971年
  - 史與為：司法行政部調查局薦任七級專員，長期潛伏於保密局，因繆礦珍匪嫌案被起底，最後判處死刑。
  - 郭子淵：空軍防砲第九團團部連空軍高射砲兵上尉連長，因史與為案判處死刑槍決。

- 1999年
  - 李志豪：時任國防部軍事情報局少校，年輕時期曾在廣州市警備隊服役，於1980年偷渡到香港，被國防部特種情報室吸收，1996年台海危機時，軍情局六處副處長龐大為進入中國大陸與被吸收的解放軍少將劉連昆見面，取得台海危機相關軍情後，曾將情报交給李志豪帶回台灣，但他卻拿著情資向中華人民共和國國安部密報，使劉連昆身份曝光遭中華人民共和國政府判处死刑，軍情局才識破李志豪的「雙面諜」身份，並費盡心力將其誘捕回台灣。1999年，李志豪回台與軍情局退役人員聊天時被逮捕，他因長期蒐集軍情局組織人員資料、負責大陸工作的情報員名單給中共，被依《妨害軍機治罪條例》判處無期徒刑。2015年，李志豪獲得假釋資格，法務部矯正署於10月2日正式核准李的假釋。[40]

- 2000年
  - 劉岳龍：時任中華民國海軍紹陽軍艦上士，受到父親劉禎國及母親陳金葉教诲，於2000年6月至2001年8月間，先後三次將職務上持有或偶然持有之軍機資料28件，交付其父攜至中國大陸，轉交中華人民共和國官員。[41]
  - 廖憲平（退役）：曾任軍事情報局少校，退休後在菲律賓因案入監，由中華人民共和國國安部出錢保釋出獄，順勢吸收為间谍。2000年奉令返台，透過軍情局退休上校張祖馨同居女友宋琬玲協助，刺蒐香港反对派人士入出境台灣紀錄等資料。[42]

## 2001年-2005年
- 2001年
  - 黃正安：時任國防部雄風作業室小組長及第二研究所技術推廣組技正，找上與中共軍方關係匪淺的中國大陸新娘林偉，企圖販賣該院研發之新型飛彈技術資料，以獲得鉅額金錢。[43][44][45][1]

- 2002年
  - 王惠賢：曾任軍事情報局特別交通中心少校，退役後到中國大陸任職，被上海市國安局特工人員恫嚇，2002年間受到該局金姓女官員吸收，返台期間運用以往情幹班的關係，刺探收集國防機密，並且發展情報組織。[46]
  - 王宜宏：飛彈指揮部中尉輔導長，2002年攜妻子借赴曼谷休假期間投奔中國大陸，遭台灣軍方通緝[47]。
  - 邵維強：退役中尉，曾為記者，現任金門縣安全旅行社有限公司負責人。邵維強從1993年起擔任中視駐金門記者（於2019年7月退休），後轉任中時集團時際創意傳媒股份有限公司總監、金門縣兩岸經貿文化觀光發展協會理事長，並自行經營旅行社，遭中華人民共和國廈門市人民政府第四辦公室吸收為共諜[48]；自2002年起，他開始為中華人民共和國拉攏發展共諜組織，負責吸收中華民國軍官成為共諜。邵維強先成功吸收前軍聞社（即國防部軍事新聞通訊社）記者孔繁嘉[49]，直至2011年間，邵維強參加自家旅行社員工尤女的婚宴，因而結識尤女的丈夫、時任陸軍八軍團指揮部作戰處上校副處長向德恩，兩人保持密切連絡。邵維強為了吸收向德恩成為共諜，多次邀宴、送禮，他曾對向德恩表示中華人民共和國高級將領向守志是他的遠方叔公，並贈予向男書籍《向守志回憶錄》以及刻有「向德恩」字樣的長白山印章[50]。2018年間，邵維強得知尤女打算和向德恩離婚，向男因此心情低落並打算退伍，邵維強藉關心之意勸說向德恩不要退伍，並稱自己可透過人脈協助升遷。2019年10月，向、邵兩人在高雄某餐廳餐敘後，邵維強開始對向德恩勸說，告訴向「支持兩岸和平統一」、「早一點讓習大大那邊認同」、「我們要幫你在未來…如果將來以後有戰事，你不是第一個，而是我們整個都有一個兩岸和平統一的陣線來做好」、「做這事就是我們早點讓他們認同我們…你的需求，需要什麼樣的話，升遷，包括各方面的，所以你有想法了，有安排了，你慢慢就會感受得到」、「你有什麼困難，有什麼想法，都可以告訴我，工作上、財務上等等，他們都安排好了」等話語。在向德恩兩度簽署「投降承諾書」後，邵維強對向開出情報收集對象名單，希望向德恩多接觸名單列出的高階軍官並回報相關情資，名單上的目標對象包含鍾樹明（曾任陸軍副司令）、楊海明（曾任國防部總督察長）、李兆明（曾任第十軍團指揮官）、周成境（曾任訓次室處長）等人[51]。2022年中，金門地檢署獲報開始追查，在邵維強的筆記本發現他吸收台灣多位高階軍官成為共諜，桃園、高雄等多處地檢署因此指揮法務部調查局國家安全維護工作站、國防部政治作戰局軍事安全總隊等單位共同偵辦；同年11月，檢調偵結後，認定卲維強涉犯《國安法》、行賄罪等罪行，由金門地檢署偵辦[50][10]。此外，他在2016年1月至2022年2月涉及違反《銀行法》，辦理新台幣與人民幣匯兌業務，金額達新臺幣9,011萬360元。2023年5月4日，金門地方法院依違反《國家安全法》判處邵維強有期徒刑12年，違反《銀行法》部分判處有期徒刑5年，合併應執行刑15年，褫奪公權4年，並沒收未扣案犯罪所得新台幣254萬3,570元及人民幣18萬元，全案可上訴[49][52]。

- 2003年
  - 袁曉風、陳文仁：袁曉風曾任中華民國空軍戰管地勤中校，被已退役的同學中尉陳文仁（1992年退役，娶中國大陸籍配偶後，旋即透過配偶介紹，被中共吸收。）買通，於2003年6月至2007年5月間，連續以使用隨身碟等方式，洩露12次空軍軍事機密（包含佈建、作戰情報等）予解放军總參謀部情報部（总参二部）。2013年2月5日，軍事法庭判處12個無期徒刑[53]。2013年10月，陳文仁判處有期徒刑20年，袁除12個無期徒刑外，另遭追繳洩漏國家機密所得新台幣780萬元。2014年1月10日，袁曉風遭最高法院判處無期徒刑定讞[54][5]。
  - 羅奇正：時任中華民國陸軍上校、前軍情局二組組長，連續洩漏佈建中國大陸情報人員名單、情治單位會議紀錄及報告等重大情報給中華人民共和國情報當局[55]。2010年11月1日，國防部最高軍事法院檢察署、法務部臺灣高等法院檢察署指揮法務部調查局幹員將其逮捕，2015年「為敵人從事間諜活動」罪判處有期徒刑18年、褫奪公權6年，沒收犯罪不法所得12萬5,000美元和港幣105萬多元，全案定讞[56]。
  - 柯政盛：前海軍中將司令（海軍官校55年班畢業，曾任海軍官校總隊長、三軍大學戰爭學院主任教官等，1993年晉升少將後，陸續擔任海軍水雷艦隊長、海軍總部督察長和海軍艦隊司令部副司令等，再於2000年晉升中將及擔任國防大學軍事學院海軍學部主任、海軍「教準部」司令等，2003年退役。）。2003年間經台商介紹，被中共解放军總政治部聯絡部官員吸收，涉嫌洩密給中共情報單位，並利用過去軍中人脈為中共在台灣發展組織。2013年4月17日，因罹患癌症獲交保[57]。9月30日，判處有期徒刑14個月[58]。2015年3月16日被最高法院判刑1年2個月定讞[59]。
  - 白金養：時任軍事情報局少校，因沉迷於股市投機活動，導致積欠巨額債務，無法償還。2003年元月赴泰國旅遊，被中共國安部吸收，返台後為中共從事情蒐，發掘接觸路線[60]。

- 2004年
  - 羅賢哲：時任中華民國陸軍少將，陸軍司令部通資處長。利用職務之便，搜集國軍資通電機密。2011年1月25日，軍檢人員搜索羅員辦公室和寢室，搜出相關機密文件，2012年台灣軍事法庭判處無期徒刑定讞。[61]2013年12月，新聞媒體報導，中共提議以自2006年6月起在廣西被誘捕後監禁的軍情局第四處副處長朱恭訓，與上校組長徐章國（化名徐昌國）兩人交換羅賢哲，但此事已被中華民國國防部否認，並表示不會答應換俘。[62][63][1][5][6]
  - 陳筑藩：曾任憲兵司令部中將副司令，涉介紹國防部特種軍事情報室少校陳蜀龍給中共情報單位，亦曾洩漏赴中國大陸蒐集情報的台灣人員姓名給中共。2013年3月1日，士林地檢署起訴。[64]2016年5月18日，高院更一審，以證據不足判決無罪。[65]
  - 張全箴、曾能惇：張、曾兩人為軍情局退伍人員，被中共吸收後，返台建立間諜網，接觸該局三名現役校級軍官，以提供中國大陸情資作誘餌，欲刺探蒐集該局派駐中國大陸人員資料、現職人員電子郵件。[66]
  - 莊柏欣：中華民國陸軍少校，時任國防部電訊發展室特種電訊官。從2004年4月開始，陸續將台灣電展室電偵截獲訊息，以及相關破譯資料透過退役軍官黃耀中與蘇東宏等人轉交給中華人民共和國[67]。2005年5月11日，凌晨近四時遭台灣高等法院裁定收押禁見；2005年8月9日，國防部高等軍事法院認為此事嚴重危害國家安全，判處莊柏欣無期徒刑並褫奪公權終身[68]。

## 2006年-2010年
- 2006年
  - 陳蜀龍：曾任國防部特種情報室少校情報官，經陳筑藩介紹，認識中華人民共和國上海國安局副局長王平、顧乃生、夏傳捷、瞿曉明等中共情治人員。被中共吸收後，以每筆人民幣5,000元到1萬5,000元不等的金額，洩漏在台法輪功人員活動等情資給中共；另曾透過陳筑藩交付中華民國戰力規劃、「玉山08演習」剪報資料、「五都選舉研析」、「選情變數」、「黃國樑黨部台北市第11屆市議員選舉輔選報告」等資料給中共上海國安局副局長王平[69]；亦曾欺騙已退役之軍中同袍赴中國大陸會面，實際上卻將同袍行蹤透露給中共，因該員曾任台北駐日代表處秘書，使其被中共情治人員帶走盤問三天。2013年10月，陳蜀龍因洩密，使前軍中同袍失去人身自由部分，由於陳拒不認罪，台灣高等法院判處陳蜀龍8年徒刑；洩漏在台法輪功人員活動，與中華民國戰力規劃部分，由於陳蜀龍與陳筑藩已經坦承犯行，仍在偵辦中。[70]
  - 藍彥逸：1982年畢業於國防管理學院（原稱國防財經學院），1996年7月以陸軍中校退伍，2004起往來中國大陸遭中華人民共和國國安人員吸收，2005年至2006年5月透過軍校同期取得情報人員背景資訊，2006年6月邀郭姓退伍空軍上士前往中國，意圖吸收郭男及郭男現役同袍失敗，屏東地院依違反國家情報工作法違法洩漏、交付有關情報人員身分、行動或通訊安全管制之資訊罪，判處有期徒刑2年，另依國家安全法為大陸地區公務機關發展組織未遂罪判刑3月，得易科罰金，兩罪均獲緩刑5年；2021年5月，高雄高院撤銷緩刑，分別判處2年及3月徒刑，得易科罰金，全案定讞[71]。
  - 張培凝、何忠技：港商謝錫璋奉中共中央情工系統來台潛伏22年與曾昭峰（中華人民共和國籍）奉中共中央情工系統「中央軍事委員會政治工作部聯絡局廣州聯絡局」命令，自1996年起多次來台。謝錫璋在2006年間成功吸收退役海軍教準部綜合處長張培凝，張答應幫謝在台發展組織。2008年10月，張培凝開始針對國軍現役人員展開吸收行動，於2011年1月成功吸收海軍司令部計畫處上校組長何忠技及其妻莊秀雲。2019年6月，調查局國安站獲報展開追查，高雄地院依違反《國家安全法》判張培凝有期徒刑3年10月，何和妻子則因未遂，分別判有期徒刑10月和3月。[72]高雄高分院二審判張培凝3年10月徒刑，而被張吸收的何忠技夫婦，各判刑10月及3月，何男獲緩刑4年[10]。
  - 錢耀棟、魏先儀：2006年，陸軍退役中校魏先儀被共諜港商謝錫璋吸收，協助謝發展共諜組織，並於之後成功吸收空軍退役少將錢耀棟[10]。2021年8月18日由台北地檢署檢察官，指揮調查局國家安全維護工作站，同步搜索約談錢男與魏男，訊後各以新臺幣20萬元與30萬元交保，2022年6月24日台北地檢署依《國家安全法》為大陸地區發展組織既遂及未遂罪起訴空軍退役少將錢耀棟及退役中校魏先儀，並對港商謝錫璋發布通緝。[73][74]案經台北地院審理後，判處錢耀棟有期徒刑1年、緩刑4年，而魏先儀則被判處有期徒刑1年10月、緩刑5年，全案可上訴[75]。
  - 孔繁嘉：前國防部軍事新聞通訊社編輯採訪組中校副主任，2006年起遭退役中尉邵維強成功吸收為共諜[48][49]。孔繁嘉自2006年起，被已遭到中共吸收的邵維強以金錢利誘拉攏，協助邵發展組織。孔繁嘉以其身為現役軍人得以接觸現、退役軍官的機會，以提供免費招待前往越南旅遊為誘因，三度企圖誘使台灣軍官出國，提供中國大陸情報單位接觸、吸收的機會；而孔所接觸的軍官均未應允其招待邀約或成行，使他未能成功發展組織。2022年，由桃園地檢署指揮調查局國安站偵辦，經蒐證並發動搜索後，檢方偵辦認為，孔繁嘉被中華人民共和國吸收，並收受賄賂美金1萬1,700元及人民幣6萬元，為中共情報單位發展組織達十餘年；孔在偵辦中坦承犯行並繳回犯罪所得，2024年7月17日，桃園地院判處5年6月徒刑，可上訴。[76]。

- 2008年
  - 王鴻儒：前國安局特勤中心警安組少校，曾任前中華民國副總統呂秀蓮隨扈。王鴻儒在2003年退伍後，於2005年轉赴中國大陸經商，2008至2009年經何姓男子轉介，認識天津市國安官員孫東和張樹軍，為了經商順利被吸收為共諜，並協助返台發展組織。王鴻儒曾接觸昔日同袍、曾於憲兵司令部情報處任職的曾姓中校，並邀請招待他與家人前往新加坡會面，曾姓中校因考量自己的現役軍人身分而拒絕，王男則在準備出國時遭逮捕。王鴻儒於偵訊時稱自己只是希望在兩岸和平上幫忙才協助雙方人士牽線、介紹認識，未料會觸法，後坦承犯行，負責引介的何男及曾姓中校也指證。2017年桃園地方法院審理終結，判決指出，王鴻儒因在中國大陸經商，為圖獲禮遇而為中共國安人員吸收，嚴重危害國家安全並有損及台灣利益之虞，念其犯後坦認犯行、態度尚佳且無任何前科，審結依違反《國家安全法》為中國大陸地區公務機關發展組織未遂罪，判處有期徒刑9月、緩刑3年，判決確定後須向國庫支付新臺幣12萬元，並服義務勞務110小時[77]。
  - 孫翰方、王文彥：曾任前總統蔣經國、李登輝隨扈的孫翰方退伍後，在中華人民共和國的律師事務所工作，參加台商聚會時被方姓情報員吸收後在台發展組織，指使現役總統府特勤中心軍官的外甥王文彥（憲兵指揮部警衛大隊警衛軍官）刺探總統蔡英文接見美、日議員、官員等秘密行程資料未遂。自2008年起，孫翰方多次招待王文彥到新加坡等地旅遊，欲說服他刺探總統府機密。至2018年間，孫要求任職特勤中心的王文彥蒐集總統私下接見美國及日本議員等不公開行程資料，王發現無法取得而作罷；而王男另蒐集到總統府侍衛長等人員的職務和值班輪值表等資料，經由孫翰方交付給方男等人。桃園地院依違反《國家安全法》、《陸海空軍刑法》判處孫男有期徒刑3年4月，犯罪所得人民幣147萬多元、新台幣67萬多元、美金2萬元應追繳、沒收，王男判處1年10月徒刑、緩刑5年。經上訴，高等法院審理後，斥責孫、王改口不認罪、說詞不實、無悔意，判處孫3年4月，王1年10月，並撤銷王男的緩刑處分；全案再上訴，最高法院撤銷發回更一審審理，2022年間改判孫男2年8月、王男1年4月徒刑，還可上訴[78][6]。

- 2009年
  - 林世斌：中科院退役中校，2005年2月21日退役。違反國家安全法發展組織未遂罪，2009年遭解放軍大校王永旭吸收[79][80]。
  - 錢經國：中華民國海軍上尉飛彈指導官、國軍將領之子。2009年開始洩漏國軍情報，其後於2011年8月加入中國共產黨，並居中牽線介紹中共情報人員吸收台灣軍官。2012年10月29日，遭軍事檢察署起訴[81]。2013年3月1日，臺灣高等法院高雄分院公布判決書，依違反國家機密保護法，判決有期徒刑3年，不得緩刑[82][83]。2015年3月，他再因依違反國家安全法遭到判刑，最高法院考量其自白犯案經過，故處以有期徒刑10個月[84]。
  - 盧俊均：曾任國防部參謀本部飛彈司令部上尉。2005年退役，後至中國大陸經商，於2009年時在廈門被中共第五辦公室（專司滲透）副主任劉偉揚（化名）吸收為間諜，兩人並選定錢經國為滲透對象，再由錢經國吸收張祉鑫。盧個人收取洩密報酬為美金1,000元和人民幣2,000元賄賂，盧、錢、張三人共同收取洩密報酬為人民幣3萬餘元，2013年10月17日被提起公訴，並因此案發現國防部作戰及計畫參謀次長室少將處長徐中華，意圖主動洩密給中共（偵辦中）。[85][86]。
  - 辛澎生：2007年時任空軍防空砲兵指揮部上校參謀長，2008年退伍。2018年2月14日，高雄橋頭地檢署認定，辛澎生依中共指示，於2009年主動邀約軍中舊屬前馬祖防衛指揮部少將副指揮官謝嘉康共同前往泰國普吉島旅遊；2010年間，辛澎生的友人楊昀庭受中華人民共和國指示，以免費招待參觀上海世博的名義安排辛澎生及謝嘉康家人前往旅遊，由中華人民共和國招待各項旅遊費用，並獲贈貴州茅台酒及吉祥世博紀念套章等禮品；同年8月，謝嘉康和家人再接受招待至馬來西亞旅遊。辛澎生與謝嘉康多次會面，企圖對其拉攏吸收成為共諜，依違反《國家安全法》起訴；謝嘉康及家人多次接受旅遊招待，未替中共拉攏吸收人員，獲不起訴處分，但謝身為國軍高階將領不知避嫌，涉有行政違失，應由所屬服務機關調查並追究行政責任[87]。

- 2010年
  - 胡廣泰、廖益聰：任職海軍陸戰隊學校。廖益聰以上校退伍後，因錢花完而被中華人民共和國上海國安局吸收，與學長胡廣泰談好平分每月人民幣2萬元費用，由胡接觸學生探陸戰隊要塞資訊，兩人最後因學生感到有異而被告發。本案也是首例中華民國海軍陸戰隊在臺灣時期的共諜滲透案。[88][89][90]
  - 張祉鑫：中華民國海軍大氣海洋局（原名海洋測量局）政戰中校處長，2010年5月被前海軍上尉錢經國吸收，招待前往菲律賓宿霧旅遊，並在當地與解放軍線人接洽；除收受收買報酬3,900美元（約新臺幣12萬元），以現役軍人身分加入中國共產黨，並協助蒐集海軍機密和軍官個資、收買軍官[6]，後於2012年5月退伍。2012年9月，檢調單位搜索錢經國時一併搜捕羈押；一審被軍法法庭判處無期徒刑。2014年2月13日，轉移至一般法庭後，高雄高分院合議庭認為張祉鑫尚未交付國軍執行索馬利亞護漁任務的「靖洋專案」內容之機密資料即被逮，改判有期徒刑6年，並以新臺幣150萬元諭令交保並限制住居[91]。2014年12月15日，最高法院決定判處張男有期徒刑15年定獻[92]；張服刑至2022年底獲假釋出獄[93]。

## 2011年-2015年
- 2011年
  - 方姓上校：軍事情報局退役軍官。據稱在2011年退伍後經濟狀況堪慮遭上海中共情治單位吸收，試圖收集中華民國情治單位最新在中國大陸佈線與內部人事狀態，並在張志軍赴台前密集赴中國大陸連絡；遭軍情局提供假資料設局逮捕，目前以新臺幣10萬元交保[94]。
  - 杜永心：聯合勤務總司令部空軍退役中校，1994年2月退伍後前往中國大陸經商，被中共中央軍事委員會政治工作部某羅姓大校科長吸收為共諜，替中共發展組織[95][96][97]。自2011年起，杜永心鎖定經濟有困難、曾在陸軍聯兵旅擔任作戰科長的現役蔡姓陸軍中校試圖吸收，杜以贈送結婚禮金及買車基金各新臺幣5萬元、醫療補助10萬元等現金和酒、茶葉等禮品，以及提議招待前往馬來西亞、出國旅遊，或蔡男將來退伍後可安排赴中國大陸就業[96]，並表示可引薦蔡結識中華人民共和國政經高層等方式拉攏。杜男對蔡姓中校說明用意，轉達中共希望與蔡成為合作的「友軍關係」、希望蔡能「適時表態、必要時拿出誠意為祖國效忠」，且要求他承諾未來台海若發生戰事，必須消極不抵抗，並表明現階段只是以吸收人員潛伏為主，不會指派蔡男刺探機密的任務，但他必須在「關鍵時機發揮關鍵作用」。2018年間，杜永心曾要求蔡姓中校錄製影片祝賀該名任職於中共政治工作部的羅姓科長晉升，並於影片中表態：「兩岸未來一定統一，如果發生戰事，將不會採取任何作為，並配合祖國」；蔡姓中校認為有異而錄音自保，並保留杜永心先前贈與的全部現金和禮品，之後全數繳交檢調。2019年9月檢調查獲此案，杜男否認犯行，稱自己只是對蔡酒後吹牛、開玩笑，檢方未採信，新北地檢署後依違反《國家安全法》以「為大陸地區軍事機關發展組織未遂罪」起訴杜男，蔡姓中校則因未有表態及交付資料等行為，獲不起訴處分[98][99][96][97]。2020年10月15日，新北地院依違反《國家安全法》，判處杜有期徒刑4年；2021年11月24日，高等法院維持原判決[100]，最高法院後於2022年3月維持原判決定讞[10][97]。由於《國安法》於2019年已修訂，將「為中國大陸發展組織罪」提高到七年以上徒刑，未遂犯亦罰之[101]，且喪失退伍給與終生俸、已支領退俸須全數繳回[102]，國防部空軍司令部依刑事確定判決，指杜永心喪失請領退休金的權利，並命令他繳回自實際犯罪起（2011年10月15日）已支領的退休金，杜不服提告，被台北高等行政法院判決敗訴，仍可上訴[97]。另外，杜永心質疑《國安法》相關規範有違反法律平等原則、明確性原則，以及牴觸憲法相關規定之疑義，而聲請釋憲，2023年間憲法法庭審查後裁定不受理[96]。

- 2012年
  - 周自立：曾任中華民國空軍飛官，擔任AT-3教練機駕駛員，飛行時數超過6,000小時。2012年時被中華人民共和國廈門籍男子、前解放軍上尉鎮小江（後曾於廈門市人民政府某辦公室任職，2006年時受化名毛尚云的情報人員指示，以小三通方式經金門抵達台灣偽裝為商人發展組織，在高雄市設有情報工作站，被鎮小江吸收作為間諜的台灣軍官已超過十人。之後，鎮小江遭判處有期徒刑4年定讞，於2020年刑滿出獄後即遭驅逐出境[6]。）吸收為間諜。2014年被捕，後因已供認出部份犯罪事實，以新臺幣25萬元交保。[103]

- 2013年
  - 岳志忠、張超然、周天慈、王大旺：退役少將岳志忠、軍情局退役上校張超然、退役上校周天慈、軍情局退役上校王大旺自2013年起前往中國大陸，2016年至2018年間赴中國大陸多次，引介退役軍官赴陸交付人事資料給中共國安人員，與廣東省國安廳對台情蒐人員「韋先生」等人，為中國大陸發展組織，及刺探、收集國家情報資訊。2021年2月20日，臺北地檢署依《國家安全法》「發展組織」、《國家情報工作法》「洩漏國家情報資訊」等罪嫌起訴四人[104][6]。
  - 王宗武、林瀚：兩人均為軍情局退役軍官，王為少校，林為上校。王在任軍職時，曾奉派駐中國大陸四次，疑似在2013年9月被中共吸收，後返回台灣發展組織，將學弟林瀚也吸收為共諜，並由林瀚將台灣派駐中國大陸的情報人員名單洩漏給王，再由王轉交中共，致使台灣情報人員均被中共掌握。2015年3月4日，兩人以違反《國家安全法》及《情報工作法》被台北地檢署控告並帶走偵訊，檢調發現兩人各收受中共約美金10萬元[105][106]。2015年3月12日，雖然王與林都已認罪，但由於王自承擔任共諜時間長達20年，檢方懷疑王仍涉及其他洩密案，向法院以外患罪聲請羈押王獲准，而林則請回[107]。
  - 劉姓空軍上校等八人：自2013年退伍後，前往中國大陸經商，經高雄高分檢調查發現其遭中共情治單位吸收，收受新台幣20萬至70萬元報酬，對國軍滲透、拉攏現役海、空軍軍官。至2023年1月，劉姓空軍上校已吸收孫姓、劉姓少校等六名現役軍官，經高雄高分檢和法務部調查局蒐證調查偵辦後，其中四人於同年3月聲押獲准並持續羈押，其餘三名現役少校則獲交保[108][109][10]。劉姓退役上校回台後發展組織，聯繫昔日的學弟或部屬刺探軍事機密，並開設空殼公司掩護交付軍機、獲取報酬；該組織至2021年已於八年內至少吸收六名現役軍官，期間若下游成功獲取中華民國國安情資，中華人民共和國會提供新臺幣20至70萬元報酬，而劉男會再根據成員所提供情資的重要性分別給付3至10萬元不等報酬。劉姓退役上校等七人經高檢署高雄分署依違反《國家機密保護法》等罪起訴後，檢方另查出在空軍松山基地指揮部（松指部）負責地勤相關業務、可掌握所有首長在國內專機行程的鄭姓少校涉案，於追加起訴後移送法辦[110][111]。2023年10月25日，台灣高等法院高雄分院對此案宣判：判處劉姓退役上校有期徒刑20年，沒收犯罪不法所得新臺幣1,670萬9,000元；劉姓少校處有期徒刑20年6月，褫奪公權4年；孫姓中校處19年6月、褫奪公權3年，沒收犯罪不法所得96萬9,000元；龔姓少校處3年6月；鄧姓少校處2年；林姓少校處6月；劉姓少校無罪，全案仍可上訴[112][113]。
  - 夏復翔、羅志明：夏復翔為海軍退役少將、曾任海軍司令部少將政戰副主任，羅志明為前立法委員。夏復翔於2009年退伍後，在2012年間因擔任海軍官校校友會會長，認識中國大陸的「黃埔軍校同學會」以及「中國和平統一促進會」人員[114]；兩個團體已經中華民國陸委會公告為中華人民共和國的政治性準官方社團、為中共中央統一戰線工作部附屬團體[115][116][117][118]。羅志明透過打高爾夫球認識夏復翔後，於2013年在擔任臺鹽實業廈門子公司的董事長時，由於商業上的業務往來，結識父親為中共解放軍退役空軍人員的廣州太普樂公司董事長李鷹，並開始協助吸收國軍人員[119]。羅志明透過邀請李鷹來臺灣參加高球賽的機會，介紹夏、李兩人認識，並以免費招待旅遊等利益吸收夏[114][120]。

羅、夏二人自2013年至2018年受中華人民共和國指示，兩人協助中共招攬尋找並引介國軍特定軍種、階級的退役將領，前往中國大陸接受落地招待、旅遊與餐敘，羅、夏兩人會在行前先將參與活動的將領相關資訊提供給中華人民共和國；活動中，行程包含祭祖、參觀抗日紀念碑及遊覽黃河，出席的國軍將領與中華人民共和國包含統戰官員和解放軍高階將領等人員座談，並接受中共宣傳「和平統一」、「一國兩制」、「武統台灣」以及「統一中國」等思想。此外，中華人民共和國的人員會詢問退役將領的祖籍以及移居中國大陸的意願等話題，以引導其思想，並從中挑選適當人選，藉此提供中共情治人員接觸拉攏以及吸收的機會，之後可為中華人民共和國官方機構發展組織。
檢方統計，夏復翔、羅志明共引介至少48名退役高階軍官，共計中將以上14人、少將30人、上校3人、中校1人；當中包含前中華民國總統府第二局中將副局長、國防部中將常務次長、軍備局中將副局長、衡山指揮所中將主任、陸軍馬祖防衛部、海軍副總司令、海軍後勤和海軍艦隊等中將司令、空軍總司令部中將參謀長、空軍作戰指揮部中將副指揮官、空軍官校中將校長、國家安全會議第一組少將組長、空軍松山基地指揮部少將指揮官、空軍通信電子學校少將校長、海軍造船發展中心少將主任、青年日報和金門日報少將社長等退役將領，前往中國大陸參加「孫中山誕辰紀念」、「黃花崗72烈士紀念」、「空軍814筧橋空戰勝利」、「珠海航空」等主題的參訪招待活動，共出團達13次、累計194人次參與，參與的軍官涵蓋陸、海、空三軍等軍種，至少為中校以上官階。據媒體報導，李鷹和羅志明規劃的退役將領招待參訪活動多集中於2013年11月至2016年6月間，之後在2016年12月與2018年8月成功招待的退將分別降為三名及五名，最後轉為開始招攬退役中校參加。直至2020年12月，由於對國軍退役將領的招攬陷入困難，李鷹試圖透過羅志明邀約前中華民國副總統呂秀蓮，而羅認為呂秀蓮仍有政府國安人員保護，吸收成功的機率過低，因此最後取消規劃。2023年3月16日，高雄地檢署依《國家安全法》「發展共諜組織罪」起訴已在押的夏復翔、羅志明二人，移審高雄地方法院，並依有逃亡、串證之虞裁定二人收押禁見。
- 2015年
  - 邊鵬：空軍退役中校，2010年11月8日退役。違反國家安全法發展組織未遂罪，2015年遭解放軍大校王永旭吸收。[79][80]

## 2016年至今
- 2018年
  - 孫緯、劉芸雅、劉聖恕等8人：退役上校劉聖恕吸收空軍孫緯中校與劉芸雅少校夫妻檔，涉案人數8人，其中現役「校級」軍官為6人，劉聖恕擔任空軍少校教練機教官，透過岳父引介認識中共國安部人員陳若宸（化名），並遭吸收，直到2013年2月上校退役後持續發展組織，2018年1月國防部經檢舉後展開調查，此案高雄地院一審判處劉聖恕有期徒刑20年、孫緯有期徒刑19年6月、劉芸雅有期徒刑20年6月，可上訴。[129]2025年4月10日，臺灣高等法院高雄分院更一審宣判，認定孫緯觸犯《陸海空軍刑法》之《交付軍事機密於敵人》等罪，分處有期徒刑14年、13年、14年和6年共47年﹔劉芸雅同樣4罪，分處16年、17年、16年和8年共57年，均未併執行刑，全案仍可上訴。[130]
- 2019年
  - 向德恩：陸軍上校、前陸軍步兵訓練指揮部作戰研究發展室主任，曾擔任金防部金門守備大隊長、裝甲第564旅副旅長、八軍團指揮部作戰處副處長等職。2011年間，向德恩與任職旅行社的妻子尤女結婚，因此認識前來參與婚宴、妻子的老闆退役中尉邵維強，之後兩人保持密切連絡。2018年，向德恩因妻子打算離婚而心情低落，打算退伍，邵維強勸說向德恩不要退伍，並稱自己可透過人脈協助他升遷。2019年10月，向、邵兩人在高雄某餐廳餐敘後，邵維強對向德恩拉攏勸說，並提供利誘承諾等條件，希望向德恩承諾「支持兩岸和平統一」；之後，向德恩先後簽署兩份「投降承諾書」，分別於同年10月在飯店簽署，以及2020年1月在金門簽下，承諾書的內容皆強調他會在自己的工作崗位上為中共效力[51]。由於向德恩承諾為中共效力，他每個月可獲得新臺幣4萬元、14個月共計新臺幣56萬元的「內應費」報酬。2020年1月，向男穿著軍服錄製影片宣誓效忠中共，並簽署「投降承諾書」，內容為：「本人向德恩，在此宣誓，本人支持兩岸和平統一，未來也會在自己的工作崗位上盡力為祖國為組織效力，早日完成和平統一神聖光榮的使命。立誓人向德恩」，他因此成為中華民國史上第一個穿軍服錄下「簽署投降承諾書，並誓言早日完成兩岸和平統一使命」內容影片的軍官[10]。此外，向德恩手持投降承諾書、身著軍裝與邵維強合照，並提供印有「陸軍裝甲五六四旅上校戰訓副旅長向德恩」官銜的名片，讓邵維強向中共回報，承諾將來若發生戰爭他將為中華人民共和國效力。2022年9月26日，向德恩被檢調自營區逮捕後稱：「又不是只有我一個人簽（指投降承諾書），我看其他高階軍官都簽了我才簽啊」，並否認自己收賄；同年11月，高雄地檢署偵結依違反《國安法》、《貪汙治罪條例》起訴向德恩，向法院求處有期徒刑12年，建請宣告褫奪公權[50]。2023年2月24日，臺灣高雄地方法院依《貪汙治罪條例》違背職務收賄罪判處向德恩有期徒刑7年6月，遞奪公權4年，而向也坦承犯罪，並繳回犯罪所得56萬元，全案可上訴[51][131][10]。
  - 退役中將高安國、退役少校張勝豪、退役中尉邱榮鴻與其餘3人（非軍人）：自2019年被中共情治人員吸收在台成立武裝組織，並收受中共資金，犯罪所得達962萬餘元，在台發展武裝組織，密謀共軍攻台時發動政變，協助解放軍接管台灣，同時拉攏現役軍人並刺探國軍軍事機密，以無人機偵查跟蹤國軍機動雷達車等作戰演練，並回報中方，臺灣高等檢察署認定本案共計六人違反《國安法》起訴，並對高安國求處10年以上有期徒刑。[132][133]

- 2022年
  - 魯紀賢、郭柏廷（藝人郭書瑤的親弟弟）等10人[134]。
  - 陳裕炘、謝秉成、蕭翔云等10人[135]。
  - 陳毅閔：海軍新訓中心上士，中國情治人員吸收為共諜，於2022-2023年以職務中四次將機密洩漏中共，收取17萬，臺灣高等檢察署依《陸海空軍刑法》、《貪污治罪條例》起訴[136]。
  - 憲兵中士賴重宇、上兵陳文豪、憲兵中士黎育爾、憲兵下士林裕凱：其中3名為憲兵單位、1名為國防部資通電軍上兵陳文豪，因黃姓台籍男性被中共情治單位吸收後再由黃姓男性吸收4人，自2022年4月開始，由上兵陳文豪持手機翻拍資通電軍公務秘密文書，傳給中士賴重宇，再由賴重宇傳給黃男或中共情報人員，案發後台籍黃男逃亡中國，其中賴重宇收賄46萬元、陳文豪收賄45萬元、黎育爾收賄66萬餘元、林裕凱收賄26萬餘元，總計收取184萬元，臺灣臺北地方檢察署偵查期間，此案4人坦承犯案且已羈押禁見，檢方於2024年12月6日依違反《貪污治罪條例》、《國安法》等罪將4人起訴。[137]

- 2025年
  - 現役空軍軍官許展誠、退役飛官史濬程：史濬程遭中國吸收，開始佯稱美國智庫人員，企圖接觸現役人員刺密蒐情，在臺灣發展組織並將空射雄風三型反艦飛彈於戰場運用、中國人民解放軍擾臺時國軍應處方式等機敏情資交付中國人民解放軍海軍，許展誠之行為在空軍官兵搜集證據後於2023年1月間向國防部政治作戰局軍事安全總隊檢舉，國防部隨即通報國家安全局，統合憲兵指揮部實施專案調查，國防部說明，全案及時查明，於2024年8月報請臺灣高等檢察署臺中檢察分署分別以涉犯《國安法》、《國密法》及《貪污治罪條例》等罪提起公訴，並先期採取管控措施以降低損害，同年8月間指揮專案小組，前往史濬程住處執行搜索偵辦，透過查扣的手機、電腦等證物，查出現役的許展誠涉案，兩人於偵訊期間坦承犯行，檢方複訊後聲請羈押2人獲准，其中史濬程於3月間以10萬元交保，許展誠則因是現役軍官卻洩漏重大軍事機密情報而裁定繼續羈押。[138][139]

## 涉入時間未公佈

### 1949年前
钱壮飞、李克农、胡底：被周恩來稱為「龙潭三杰」。周恩來曾說，如果沒有“龍潭三杰”，我們這些人早就不存在了。

### 2000年后
- 2000年后查獲
  - 陳士良：時任國防部中科院技士，與美籍華人許希哲、科技公司負責人葉文淵（本名葉裕鎮）等人，涉嫌為中共搜集中科院導彈及通訊機密數據。[142]
  - 曾昭文、陳穗瓊：曾昭文為軍情局離退文職人員，遭中共國安部門吸收，透過現職軍情局的舊識文職人員陳穗瓊刺探、蒐集機密資訊，並將軍機以傳真方式交給北京對口單位。[143]
  - 李海鵬、李文生、李文生兩子：退役少校李海鵬於1990年退役後，遭中共吸收。因與老友退役少校李文生熟識，後找時任軍職的二個兒子：上尉李輿聖以及上士李楚庠，蒐集軍事極機密後交給中華人民共和國人士，時間達五至六年。高等法院於2022年8月25日依《國家機密保護法》，判決李海鵬4年有期徒刑，另三人則依《陸海空軍刑法》判處2年2個月至3年2個月不等徒刑。前少校陳士通因涉嫌提供職務上取得軍方個資，依《個人資料保護法》判刑6個月，得易科罰金18萬元。[144]
  - 宋毅夫：2004年前為台北市酒店經紀人，於2009年涉嫌持槍要脅女友，棄保潛逃中國大陸後，幾年間成為兩岸剝皮酒店詐騙集團首腦，出入以高級賓利轎車代步，擁有多名中國大陸情婦，花錢買通中華人民共和國軍方並可住進軍營，受到解放軍全天候保護；宋毅夫為了回報，指使手下利用服役時蒐集的台灣軍情，提供給中國大陸軍方，內政部警政署刑事警察局經過一年密查，破獲此共諜網。[145][146][147]
  - 蔣福仲：空軍北部區域作戰中心上尉攔截管制官。涉嫌將職務上熟悉的機密文件攜出，進而轉給在中國大陸經商的叔叔，其中列為最高級的文件，包括空軍的「強網系統」、「安宇計劃」，一直到愛國者飛彈攔截參數，據傳已全部轉交給中華人民共和國官方相關單位[148]，相關情資售得新台幣36萬元。2015年，蔣福仲遭判處無期徒刑定讞。[149]
  - 鄭林峯、蔡登漢：國防部後備司令部退役中校。因遭中華人民共和國情報單位吸收、刺蒐軍情遭破獲，基隆地檢署依違反《貪污治罪條例》、《國家安全法》起訴。2013年7月30日初審宣判，鄭林峯判處有期徒刑2年，並減刑至1年，法官並考量其罹患鼻咽癌緩刑4年；蔡登漢判處有期徒刑2年，全案仍可上訴[150]。鄭、蔡原聽命前陸軍總司令部情報署組長，前立委辦公室主任陳扶泓，以重金利誘現役軍人等方式，刺蒐軍演計畫、現役校級軍官個資後，轉售大陸情報單位牟利，其中包括包含國防機密預算的紅皮保密本。而陳扶泓早在1999年退役後隔年，即遭中共情報單位吸收刺蒐我軍情，此外，陳尚與多名現役少級軍官接觸，以為檢方掌握不少犯罪事證，並移送軍事檢察署追查，陳扶泓2012年8月12日自殺身亡[151]。
  - 郝志雄：時任中華民國空軍439聯隊少校戰資官。2013年6月被檢舉，涉嫌將E-2K空中預警機之軍事機密，透過空軍基地旁的卡拉OK店老闆萬宗琳，轉交給被中共諜報單位吸收的台商；9月，郝與萬被聲請羈押禁見獲准。估計洩漏國防機密的報酬為新台幣30至40萬元間。[152]2014年4月，高雄高分院宣判萬和郝有期徒刑20年和15年。[153]2015年3月17日被最高法院合議庭審結認定，郝志雄透過卡拉OK店老闆萬宗琳，出賣軍事機密給中共四次，獲取新臺幣21萬元報酬，萬男從中獲利79萬元，兩人嚴重危害國家安全，郝志雄還違反軍人武德，依貪污、洩漏國家機密、交付軍事機密、軍人違背職務等四罪，判處郝志雄有期徒刑20年、萬宗琳14年6月定讞。[154]
  - 2014年5月，《聯合報》報導，警方在2013年偵辦一宗兩岸聯手的詐騙集團案時，意外監聽到詐騙集團成員與國軍軍官的通話，事涉洩漏國軍軍事部署與單位機密，立刻轉報臺灣高等法院檢察署指揮偵辦，並有數名軍官被捕。[155]新聞見報後，國防部發言人羅紹和少將澄清，表示是國軍自己內部檢舉發現，且涉案的不是軍官，而是士兵，詳細細節不便透露。[156]
  - 許乃權：陸軍官校第48期畢業，曾任陸軍官校學指部指揮官、102聯兵旅（成功嶺）少將旅長、193聯兵旅（馬祖北竿）少將旅長，軍職退役後曾任金門縣政府社會局局長；於2012年參選立法委員落選，2014年參選金門縣長落選。許被解放軍上尉鎮小江吸收，從事刺探幻象2000戰機、漢光演習、新竹樂山雷達站、遠距遙攻系統「萬劍彈」等相關軍事情報[6]，並引薦昔日部屬供鎮小江吸收，以利在台發展間諜組織。2014年12月，許乃權被收押[157][103]，2016年經最高法院以違反《國家安全法》「發展組織罪」判決有期徒刑2年10月定讞。由於鎮小江組織的共諜網涉案層級、人數眾多，範圍涵蓋空軍和陸軍的退役軍官，而許乃權是當中軍階最高者[1]，此案有中華民國史上最大共諜案之稱[10]。許乃權於2017年出獄，每月仍領有退休終身俸新臺幣7萬多元。[158]